# Monforte San Giorgio
Monforte San Giorgio település Olaszországban, Szicília régióban, Messina megyében. Lakosainak száma 2508 fő (2023. január 1.). Monforte San Giorgio Messina, Roccavaldina, Rometta, Torregrotta, Fiumedinisi és San Pier Niceto községekkel határos.

## Népesség
A település lakossága az elmúlt években az alábbi módon változott:
| Lakosok száma | 2765 | 2720 | 2508 |
|               | 2017 | 2018 | 2023 |